# Vuelta a Murcia 2009
La Vuelta a Murcia 2009, ventinovesima edizione della corsa, valida come prova del circuito UCI Europe Tour 2009 categoria 2.1, si svolse in cinque tappe dal 4 all'8 marzo 2009, con un percorso totale accorciato a 570,4 km (erano 682 km), con partenza da San Pedro del Pinatar ed arrivo a Murcia. Fu vinta dal russo Denis Men'šov del team Rabobank, che si impose in 14 ore 55 minuti e 6 secondi, alla media di 40,68 km/h.
Partenza a San Pedro del Pinatar con 102 ciclisti, dei quali 95 completarono la vuelta.

## Tappe
| Tappa  | Data    | Percorso                                     | km    | Vincitore di tappa | Leader cl. generale |
| ------ | ------- | -------------------------------------------- | ----- | ------------------ | ------------------- |
| 1ª     | 4 marzo | San Pedro del Pinatar > Lorca                | 192,3 | Graeme Brown       | Graeme Brown        |
| 2ª     | 5 marzo | Las Torres de Cotillas > Caravaca de la Cruz | 175,1 | Greg Henderson     | Greg Henderson      |
| 3ª     | 6 marzo | San Pedro del Pinatar (Cron. individuale)    | 16    | František Raboň    | František Raboň     |
| 4ª     | 7 marzo | Alhama de Murcia > Alhama de Murcia          | 156,1 | Rubén Plaza        | Denis Men'šov       |
| 5ª     | 8 marzo | Santiago de la Ribera > Murcia               | 142,5 | Graeme Brown       | Denis Men'šov       |
| Totale | Totale  | Totale                                       | 682   |                    |                     |

## Squadre e corridori partecipanti
| N.    | Cod. | Squadra                 |
| ----- | ---- | ----------------------- |
| 1-8   | SAX  | Team Saxo Bank          |
| 11-18 | GCE  | Caisse d'Epargne        |
| 21-28 | EUS  | Euskaltel-Euskadi       |
| 31-38 | GRM  | Team Garmin-Slipstream  |
| 41-48 | RAB  | Rabobank                |
| 51-58 | THR  | Team Columbia-High Road |
| 61-68 | ASA  | Acqua & Sapone          |

| N.      | Cod. | Squadra             |
| ------- | ---- | ------------------- |
| 71-78   | ACA  | Andalucía-Cajasur   |
| 81-88   | MCO  | Contentpolis-Ampo   |
| 91-98   | XGZ  | Xacobeo-Galicia     |
| 111-118 | ANG  | Andorra-Grandvalira |
| 121-128 | ESP  | Spagna              |
| 131-138 | LSE  | Liberty Seguros     |

## Dettagli delle tappe

### 1ª tappa
- 4 marzo: San Pedro del Pinatar > Lorca – 192,3 km

Risultati
| Pos. | Corridore      | Squadra       | Tempo    |
| ---- | -------------- | ------------- | -------- |
| 1    | Graeme Brown   | Rabobank      | 5h06'37" |
| 2    | Greg Henderson | Columbia-H.R. | s.t.     |
| 3    | Rubén Pérez    | Euskaltel     | s.t.     |

| Pos. | Corridore      | Squadra       | Tempo    |
| ---- | -------------- | ------------- | -------- |
| 1    | Graeme Brown   | Rabobank      | 5h06'37" |
| 2    | Greg Henderson | Columbia-H.R. | s.t.     |
| 3    | Rubén Pérez    | Euskaltel     | s.t.     |

### 2ª tappa
- 5 marzo: Las Torres de Cotillas > Caravaca de la Cruz – 175,1 km

Tappa accorciata a circa 100 km a causa delle forti raffiche di vento.
Risultati
| Pos. | Corridore      | Squadra       | Tempo    |
| ---- | -------------- | ------------- | -------- |
| 1    | Greg Henderson | Columbia-H.R. | 2h07'27" |
| 2    | Rubén Pérez    | Euskaltel     | s.t.     |
| 3    | Julian Dean    | Garmin        | s.t.     |

| Pos. | Corridore      | Squadra       | Tempo    |
| ---- | -------------- | ------------- | -------- |
| 1    | Greg Henderson | Columbia-H.R. | 7h14'04" |
| 2    | Rubén Pérez    | Euskaltel     | s.t.     |
| 3    | Graeme Brown   | Rabobank      | s.t.     |

### 3ª tappa
- 6 marzo: San Pedro del Pinatar – Cronometro individuale – 16 km

Risultati
| Pos. | Corridore       | Squadra       | Tempo  |
| ---- | --------------- | ------------- | ------ |
| 1    | František Raboň | Columbia-H.R. | 19'17" |
| 2    | Bert Grabsch    | Columbia-H.R. | a 19"  |
| 3    | Denis Men'šov   | Rabobank      | a 25"  |

| Pos. | Corridore       | Squadra       | Tempo    |
| ---- | --------------- | ------------- | -------- |
| 1    | František Raboň | Columbia-H.R. | 7h33'21" |
| 2    | Bert Grabsch    | Columbia-H.R. | a 19"    |
| 3    | Denis Men'šov   | Rabobank      | a 25"    |

### 4ª tappa
- 7 marzo: Alhama de Murcia > Alhama de Murcia – 156,1 km

Risultati
| Pos. | Corridore     | Squadra         | Tempo    |
| ---- | ------------- | --------------- | -------- |
| 1    | Rubén Plaza   | Liberty Seguros | 4'09'34" |
| 2    | José Herrada  | Contentpolis    | s.t.     |
| 3    | Denis Men'šov | Rabobank        | s.t.     |

| Pos. | Corridore      | Squadra         | Tempo     |
| ---- | -------------- | --------------- | --------- |
| 1    | Denis Men'šov  | Rabobank        | 11h43'20" |
| 2    | Rubén Plaza    | Liberty Seguros | a 20"     |
| 3    | Pieter Weening | Rabobank        | a 35"     |

### 5ª tappa
- 8 marzo: Santiago de la Ribera > Murcia – 142,5 km

Risultati
| Pos. | Corridore       | Squadra       | Tempo    |
| ---- | --------------- | ------------- | -------- |
| 1    | Graeme Brown    | Rabobank      | 3h11'46" |
| 2    | Greg Henderson  | Columbia-H.R. | s.t.     |
| 3    | Juan José Haedo | Saxo Bank     | s.t.     |

| Pos. | Corridore      | Squadra         | Tempo     |
| ---- | -------------- | --------------- | --------- |
| 1    | Denis Men'šov  | Rabobank        | 14h55'06" |
| 2    | Rubén Plaza    | Liberty Seguros | a 20"     |
| 3    | Pieter Weening | Rabobank        | a 35"     |

## Evoluzione delle classifiche
| Tappa              | Vincitore          | Classifica generale | Classifica a punti | Classifica montagna | Classifica combinata | Classifica a squadre    |
| ------------------ | ------------------ | ------------------- | ------------------ | ------------------- | -------------------- | ----------------------- |
| 1ª                 | Graeme Brown       | Graeme Brown        | Graeme Brown       | José Antonio López  | Pedro Javier Vera    | Rabobank                |
| 2ª                 | Greg Henderson     | Greg Henderson      | Graeme Brown       | José Antonio López  | Pedro Javier Vera    | Rabobank                |
| 3ª                 | František Raboň    | František Raboň     | Greg Henderson     | José Antonio López  | Pedro Javier Vera    | Team Columbia-High Road |
| 4ª                 | Rubén Plaza        | Denis Men'šov       | Greg Henderson     | Kanstancin Siŭcoŭ   | Javier Benítez       | Rabobank                |
| 5ª                 | Graeme Brown       | Denis Men'šov       | Greg Henderson     | Kanstancin Siŭcoŭ   | Giuseppe Palumbo     | Rabobank                |
| Classifiche finali | Classifiche finali | Denis Men'šov       | Greg Henderson     | Kanstancin Siŭcoŭ   | Giuseppe Palumbo     | Rabobank                |

## Classifiche finali

### Classifica generale
| Pos. | Corridore         | Squadra         | Tempo     |
| ---- | ----------------- | --------------- | --------- |
| 1    | Denis Men'šov     | Rabobank        | 14h55'06" |
| 2    | Rubén Plaza       | Liberty Seguros | a 20"     |
| 3    | Pieter Weening    | Rabobank        | a 35"     |
| 4    | Xavier Tondó      | Andalucía       | a 45"     |
| 5    | Jaume Rovira      | Andorra         | a 51"     |
| 6    | Ezequiel Mosquera | Xacobeo Galicia | a 1'15"   |
| 7    | Carlos Nozal      | Liberty Seguros | a 1'58"   |
| 8    | Laurens ten Dam   | Rabobank        | a 1'59"   |
| 9    | Francisco Pérez   | Caisse d'Epar.  | a 2'06"   |
| 10   | Matthew Goss      | Saxo Bank       | a 2'07"   |

### Classifica a punti
| Pos. | Corridore         | Squadra         | Punti |
| ---- | ----------------- | --------------- | ----- |
| 1    | Gregory Henderson | Columbia-H.R.   | 68    |
| 2    | Graeme Brown      | Rabobank        | 60    |
| 3    | Matthew Goss      | Saxo Bank       | 46    |
| 4    | Rubén Pérez       | Euskaltel       | 46    |
| 5    | Rubén Plaza       | Liberty Seguros | 43    |

### Classifica scalatori
| Pos. | Corridore         | Squadra        | Punti |
| ---- | ----------------- | -------------- | ----- |
| 1    | Kanstancin Siŭcoŭ | Columbia-H.R.  | 16    |
| 2    | Amets Txurruka    | Euskaltel      | 10    |
| 3    | Xavier Tondó      | Andalucía      | 8     |
| 4    | Xabier Zandio     | Caisse d'Epar. | 8     |
| 5    | Denis Men'šov     | Rabobank       | 7     |

### Classifica sprint
| Pos. | Corridore         | Squadra      | Punti |
| ---- | ----------------- | ------------ | ----- |
| 1    | Giuseppe Palumbo  | Acqua & Sap. | 9     |
| 2    | Javier Benítez    | Contentpolis | 8     |
| 3    | Pedro Javier Vera | Contentpolis | 7     |
| 4    | Ángel Vicioso     | Andalucía    | 4     |
| 5    | Diego Milán       | Acqua & Sap. | 3     |

### Classifica a squadre
| Pos. | Squadra           | Tempo     |
| ---- | ----------------- | --------- |
| 1    | Rabobank          | 44h47'02" |
| 2    | Liberty Seguros   | a 1'20"   |
| 3    | Caisse d'Epargne  | a 3'55"   |
| 4    | Xacobeo Galicia   | a 4'01"   |
| 5    | Andalucía-Cajasur | a 13'35"  |